# Clusiodes dasytus
Clusiodes dasytus är en tvåvingeart som beskrevs av Mitsuhiro Sasakawa 1987. Clusiodes dasytus ingår i släktet Clusiodes och familjen träflugor. Inga underarter finns listade i Catalogue of Life.